# Allantopora
Allantopora is een mosdiertjesgeslacht uit de familie van de Calloporidae en de orde Cheilostomatida. De wetenschappelijke naam ervan is in 1914 voor het eerst geldig gepubliceerd door Lang.

## Soorten
- Allantopora curta Canu & Bassler, 1929
- Allantopora minuta (Harmelin, 1973)

Niet geaccepteerde soort:
- Allantopora translucens Harmer, 1926 → Corbulella translucens Harmer, 1926